# 足立北郵便局
足立北郵便局（あだちきたゆうびんきょく）は東京都足立区にある郵便局。民営化前の分類では集配普通郵便局であった。

## 概要
住所：〒121-8799 東京都足立区竹の塚3-9-20

## 沿革
- 1961年（昭和36年）8月21日 - 足立区保木間町に足立郵便局保木間分室開室[1]。
- 1964年（昭和39年）12月7日 - 足立北郵便局開局[2]。
- 1974年（昭和49年）10月12日 - 風景入通信日付印の使用を開始。
- 1998年（平成10年）9月1日 - 外国通貨の両替および旅行小切手の売買に関する業務取扱を開始。
- 2007年（平成19年）10月1日 - 民営化に伴い、併設された郵便事業足立北支店に一部業務を移管。
- 2012年（平成24年）10月1日 - 日本郵便株式会社発足に伴い、郵便事業足立北支店を足立北郵便局に統合。
- 2017年（平成29年）2月6日 - ゆうゆう窓口の24時間営業を廃止。

## 取扱内容
- 郵便、印紙、ゆうパック、内容証明
- 貯金、為替、振替、振込、国際送金、外貨両替、国債、投資信託
- 生命保険、バイク自賠責保険、自動車保険
- ゆうちょ銀行ATM
- 足立区内の一部地域（〒121-xxxx）の集配業務
- ゆうゆう窓口

## 周辺
- 竹の塚警察署
- 東京都立淵江高等学校
- 足立区立竹の塚図書館

## アクセス
- 東武伊勢崎線 竹ノ塚駅から東へ約1.4km（徒歩約16分）
- 都営バス 保木間一丁目停留所、東武バス 保木間仲通り停留所下車
- 首都高速6号三郷線 加平出入口から北西へ約3km、八潮南出入口から南西へ約3.5km
- 国道4号沿い
- 駐車場あり：2台